# 潮媽
潮媽（英語：Yummy mummy）泛指衣著新潮，產後能夠迅速回復完美體態，而且身家豐厚的年輕至中年母親。可以是讚美用語，亦可以語帶淫蕩之意，作為MILF年輕版般使用。較為知名的潮媽包括伊莉莎白·凱莉、維多利亞·碧咸、陳慧琳等。